# Muskmyr
Muskmyr är en sjö i Gotlands kommun i Gotland och ingår i Gothemån-Snoderåns kustområde. Muskmyr ligger inom naturreservatet Muskmyr
Muskmyr är egentligen en agmyr och "sjön" ett ringformigt stråk av öppet vatten längs med myrens kant.